# December 1935
| Deze maand |
| --- |
| - Autonomie voor Hebei en Chahar - Vlootconferentie van Londen - Frans-Britse vredesvoorstellen in Abessinië verworpen |

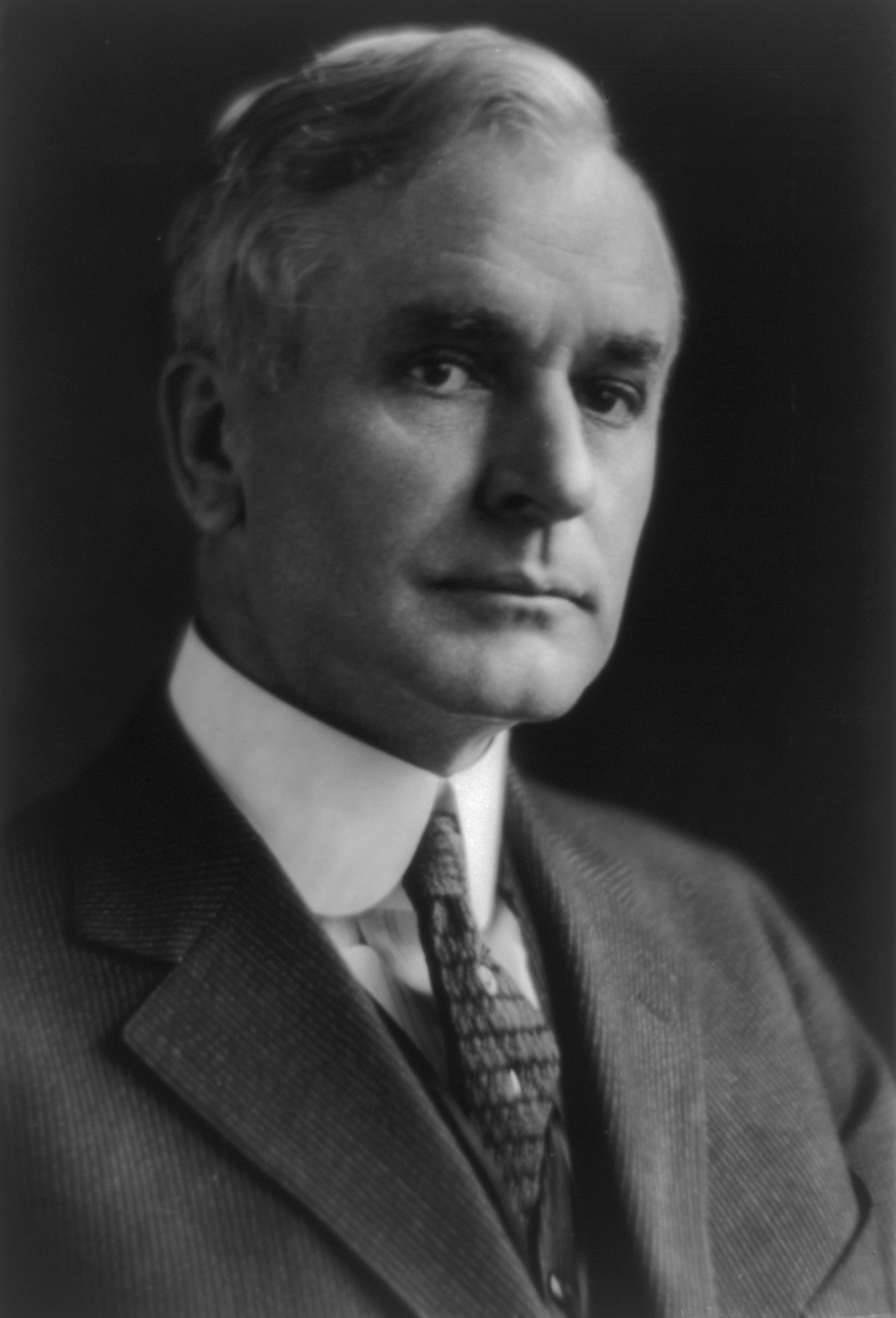
Cordell Hull

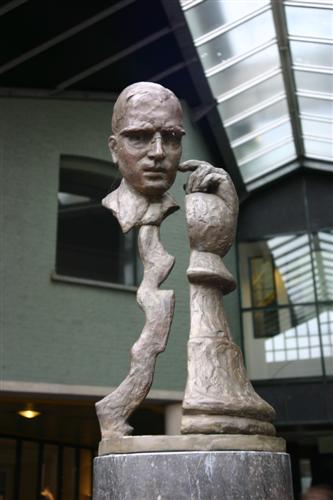
Max Euwe

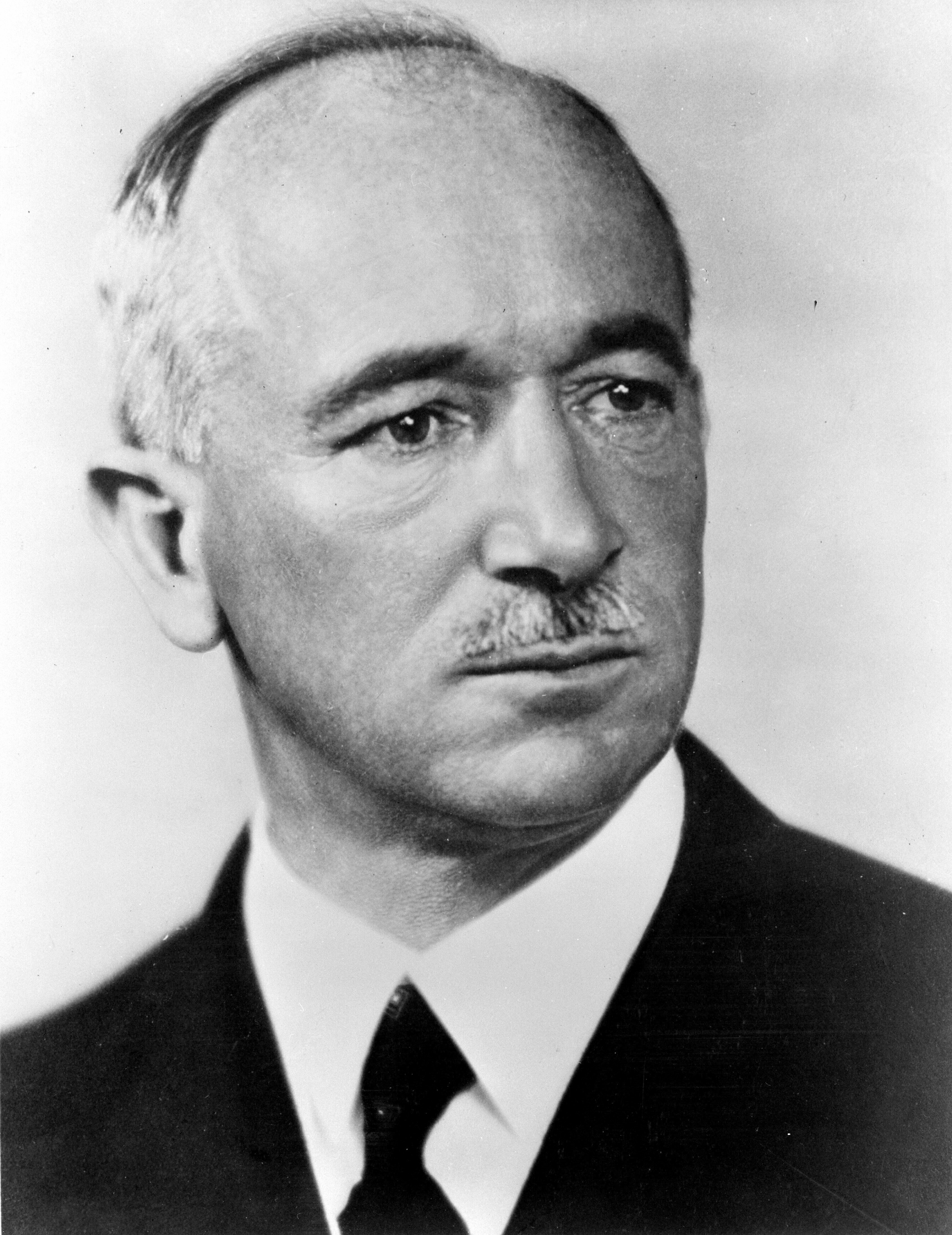
Edvard Beneš

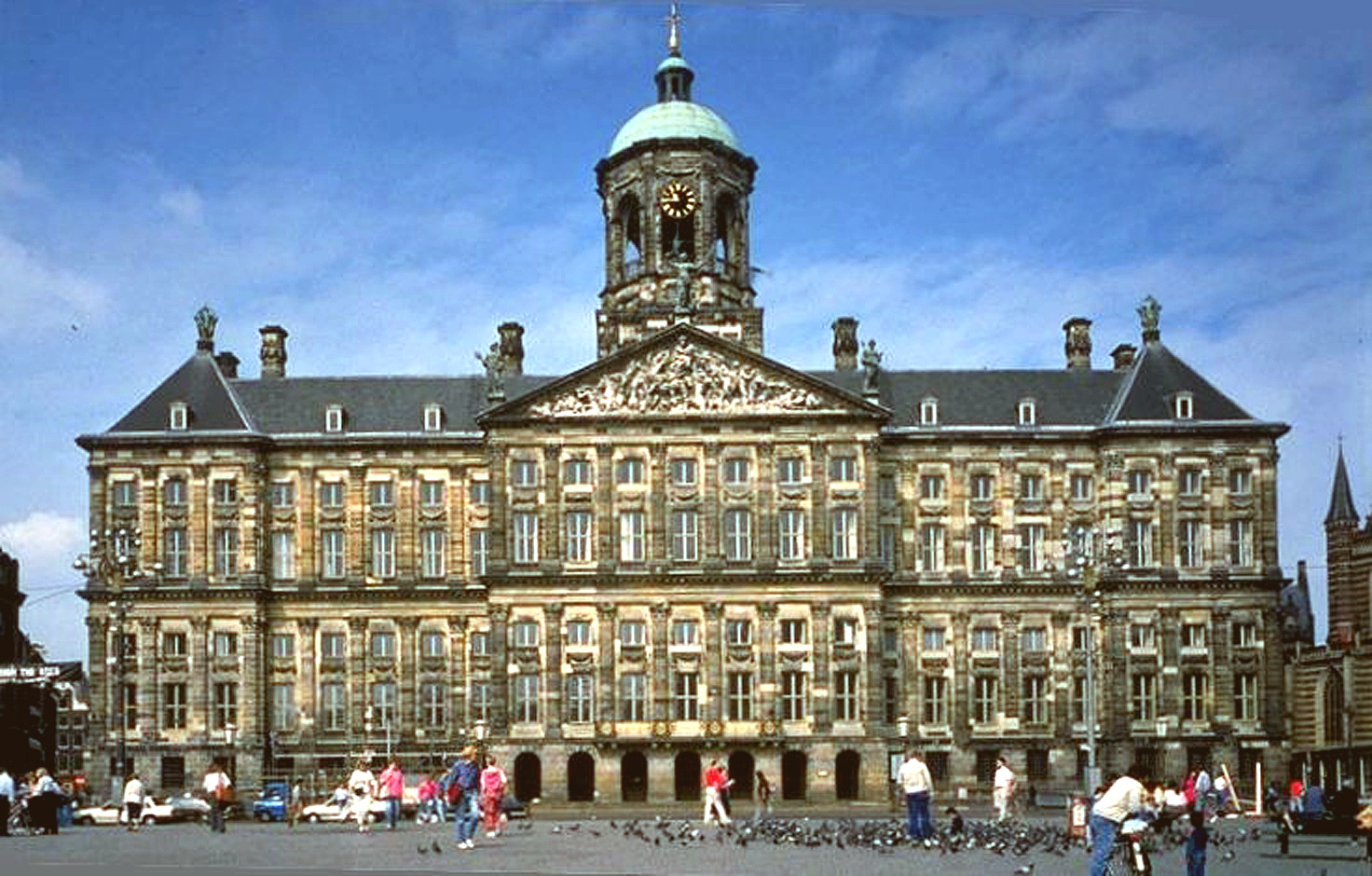
Stadhuis/paleis op de Dam

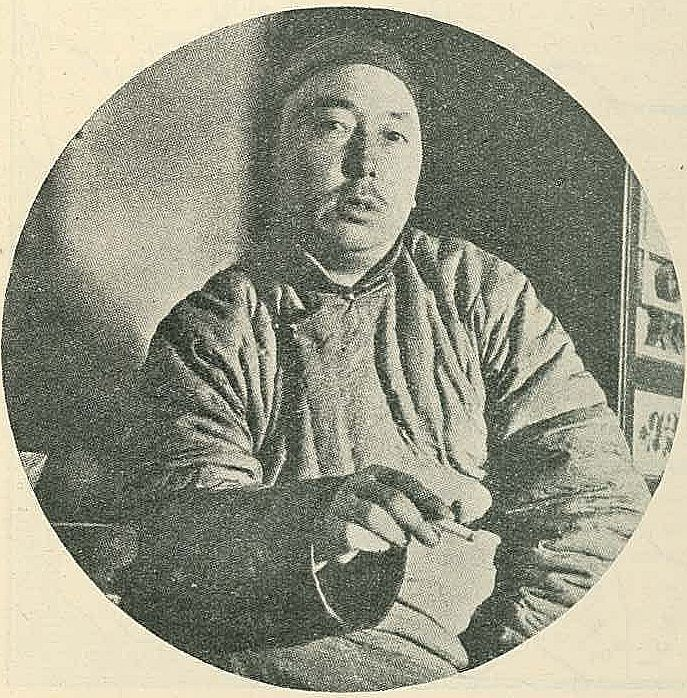
Teh Wang

De volgende gebeurtenissen speelden zich af in december 1935. Sommige gebeurtenissen kunnen één of meer dagen te laat zijn vermeld doordat ze op de datum staan aangegeven waarop ze in het nieuws kwamen in plaats van de datum waarop ze werkelijk hebben plaatsvonden.
- 2: De organisatie van Nationaal Duitse Joden wordt ontbonden, haar bezittingen in beslag genomen en haar leider Max Naumann gearresteerd.
- 3: Jan Duijs stapt uit de fractie van de SDAP in de Tweede Kamer.
- 3: In Nederland worden particuliere weerkorpsen verboden.
- 3: Largo Caballero en andere vermeende leiders van de opstand van oktober 1934 in Spanje worden vrijgesproken.
- 4: Harar is geheel door Abessijnse troepen verlaten.
- 6: Bij een bombardement op Dessie wordt onder meer het paleis van de kroonprins getroffen.
- 7: In Frankrijk wordt op ontvoering van kinderen levenslang dwangarbeid gesteld.
- 7: De Italianen veroveren Abiy Addi.
- 8: De Amerikaanse minister van buitenlandse zaken Cordell Hull betoont zich kritisch tegenover Japan aangaande de kennelijk door dat land gesteunde separatistische tendensen in Noord-China.
- 8: Bij parlementsverkiezingen in Nieuw-Zeeland behaalt Labour voor het eerst de meerderheid. De partij stijgt van 24 naar 52 van de 80 zetels.
- 9: Japan en China aanvaarden beiden een schikking waarbij de provincies Hebei en Chahar autonomie verkrijgen als de Politieke Raad van Hebei-Chahar onder Song Zheyuan.
- 9: De Spaanse regering-Chapaprieta treedt af nadat rechtse coalitiepartijen zich verzetten tegen belastingverhogingen.
- 9: Jan Duijs wordt geroyeerd als lid van de SDAP.
- 9: De salarissen van rijksambtenaren in Nederland worden met 5% verlaagd.
- 9: De vlootconferentie van Londen wordt geopend. Het Verenigd Koninkrijk, de Verenigde Staten, Frankrijk en Italië en Japan bespreken hier de mogelijkheden van een nieuw verdrag om het verdrag van Washington en het verdrag van Londen, die eind 1936 aflopen, te vervangen.
- 10: De uitvoer van kronen uit Tsjecho-Slowakije wordt verboden.
- 10: Tot nader order zullen geen gegevens over de financiële positie van de Italiaanse overheid en nationale bank worden gepubliceerd.
- 10: Uit oogpunt van staatsveiligheid brengt de Nederlandse minister van defensie geen exacte gegevens naar buiten over de troepen die in de zuidelijke en oostelijke provincies strategische punten bewaken.
- 10: Het Verenigd Koninkrijken Frankrijk doen een vredesvoorstel in de oorlog tussen Italië en Abessinië:
  - Italië krijgt Oost-Tigray met uitzondering van Aksum, alsmede delen van Danaki en Ogaden.
  - Abessinië krijgt de Eritrese havenstad Assab en een corridor naar de stad.
  - Er komt een Italiaanse invloedssfeer in Zuid-Abessinië.
  - Abessinië krijgt hulp van de Volkenbond om zich te ontwikkelen.
- 12: België besluit tot aanschaf van 90 nieuwe oorlogsvliegtuigen.
- 12: In Egypte wordt de grondwet uit 1923, die in 1930 was afgeschaft, hersteld.
- 13: Het Permanent Hof van Internationale Justitie bepaalt dat een aantal wijzigingen in het strafrecht van Danzig ingaan tegen de grondwet van de vrijstad.
- 13: De Frans-Britse vredesvoorstellen in het Italiaans-Abessijnse conflict worden gepubliceerd.
- 13: President Carlos Mendieta van Cuba treedt af vanwege bezwaren tegen zijn ideeën betreffende de kieswet. José Barnet volgt hem op.
- 14: Johannes Petrus Huibers wordt benoemd tot bisschop van Haarlem.
- 14: President Tomáš Masaryk van Tsjecho-Slowakije treedt af.
- 15: In Spanje treedt een nieuwe regering aan onder leiding van Portela Valladares.
- 15: De WA, de weerafdeling van de NSB, zal per 31 december worden opgeheven.
- 15: De reactie op de Frans-Britse vredesvoorstellen in Abessinië is negatief.
- 15: Max Euwe wordt wereldkampioen schaken door regerend kampioen Aleksandr Aljechin in een match met 15½-14½ te verslaan.
- 16: In een geheim consistorie benoemt paus Pius XI 20 nieuwe kardinalen, waarmee het aantal op 68 komt.
- 16: Negus Haile Selassie verwerpt de Brits-Franse vredesplannen.
- 17: Japan stelt op de vlootconferentie van Londen een vlootpariteit 5:4:4 tussen het Verenigd Koninkrijk, de Verenigde Staten en Japan voor (was 5:5:3, Japan had tot dan toe vlootgelijkheid geëist). De Verenigde Staten reageren negatief.
- 18: In een symbool van offervaardigheid geven alle Italiaanse vrouwen hun gouden trouwringen af ten dienste van de strijd in Abessinië.
- 18: In Japan worden 30 leiders van Omotokio-sekte gearresteerd.
- 18: Een Japanse militaire conferentie betreffende Noord-China neemt de volgende besluiten:
  - Eisen van de volledige onafhankelijkheid van Noord-China van de centrale regering
  - Gemeenschappelijke bestrijding van de communisten
  - Versterking van de Japanse bezetting in Noord-China
- 18: Édouard Herriot treedt af als voorzitter van de RRRS.
- 18: De Britse minister van buitenlandse zaken Samuel Hoare neemt ontslag.
- 19: Edvard Beneš wordt benoemd tot president van Tsjecho-Slowakije.
- 19: Amsterdam zal het stadhuis op de Dam aan het rijk overdragen. Het rijk op zijn beurt zal 10 miljoen gulden bijdragen voor de bouw van een nieuw stadhuis.
- 19: De Volkenbondsraad noemt de Brits-Franse vredesvoorstellen onaanvaardbaar.
- 20: Het ANP treedt per 1 januari 1936 toe tot de Bond van Internationale Persbureaus.
- 20: Nederland en de Verenigde Staten sluiten een handelsverdrag.
- 21: Op de Vlootconferentie van Londen lijken pogingen om tussen Japan enerzijds en het Verenigd Koninkrijk en de Verenigde Staten anderzijds tot een vergelijk te komen vruchteloos te zijn.
- 22: In een toespraak verklaart Key Pittman, de voorzitter van de commissie voor buitenlandse relaties in de Senaat, dat Japan van plan is de wereld te veroveren, en dat een oorlog tegen Japan in de toekomst voor de Verenigde Staten noodzakelijk zal zijn.
- 22: Anthony Eden wordt benoemd tot nieuwe minister van buitenlandse zaken in het Verenigd Koninkrijk.
- 22: De Italianen verslaan de Ethiopiërs in de slag bij Abiy Addi.
- 23: Het Griekse parlement wordt ontbonden. Op 26 januari zullen nieuwe verkiezingen worden gehouden.
- 23: In Spanje wordt het verbod van het socialistische partijblad El Socialista opgeheven.
- 25: De Chinese onderminister van verkeer, Tang Yu-Jen komt om bij een aanslag.
- 27: De Mongoolse prins Teh Wang verklaart met Japanse steun Oost-Mongolië onafhankelijk van China.
- 28: In Duitsland worden opnieuw een aantal Jodenwetten afgekondigd:
  - Er wordt nader gespecificeerd wie als Joden gelden inzake het verbod van Joden in de ambtenarij.
  - Behoeftige Joodse ambtenaren kunnen een uitkering ontvangen.
  - Per 31 maart mogen Joden geen artsen zijn aan algemene ziekenhuizen.
- 28: Uruguay verbreekt de betrekkingen met de Sovjet-Unie na het bekend worden van plannen voor een revolutie met communistische steun in het land in februari-maart 1936.
- 29: De Abessijnen melden herovering van Abiy Addi.
- 30: Brazilië zegt alle handelsverdragen op, behalve die met de Verenigde Staten, Portugal, Uruguay, Argentinië en Frankrijk. Het land hoopt in hernieuwde onderhandelingen een sterkere meestbegunstigingsclausule te krijgen.
- 30: Ter gelegenheid van het kerstfeest wordt in Oostenrijk amnestie verleend aan vele politieke gevangenen. Zo worden op 16 na alle voor betrokkenheid aan de Oostenrijkse Burgeroorlog vastzittende personen vrijgelaten.
- 30: De Berlijnse rabbi Emil Bernhard Cohn wordt gearresteerd wegens ironische opmerkingen over de Neurenberger Rassenwetten.
- 30: In Spanje treedt een nieuwe regering aan, opnieuw onder leiding van Portela Valladares.
- 30: In Semarang vindt de eerste landdag van de NSB op Java plaats.
- 31: Bij een Italiaans bombardement nabij Dolo wordt een Zweedse ambulance van het Rode Kruis getroffen. Een Zweed en een aantal Abessijnen worden gedood.

<< · januari · februari · maart · april · mei · juni · juli · augustus · september · oktober · november · december · >>